# Гиртак
Ги́ртак (др.-греч. Ὕρτακος) — в греческой мифологии троянец, которому царь Приам оставил свою первую супругу.

## Мифология
На сегодняшний день не существует источников, по которым можно было бы установить происхождение Гиртака, его родословную. Известно, что он являлся близким соратником царя Трои Приама, в том числе тогда, когда тот ещё был женат на своей первой супруге Арисбе, дочери царя Перкота, толкователя сновидений Меропа. Арисба вышла замуж за Приама до его воцарения, в браке у них родился сын Эсак, который унаследовал способности деда и так же, как и он, сделался искусным толкователем снов. Впоследствии Приам расстался с Арисбой, так как решил взять себе в жёны новую спутницу — Гекубу, которая, согласно описанию Гомера, была дочерью фригийского царя Диманта. Прежнюю свою жену Приам выдал замуж за Гиртака, от которого она родила ещё троих сыновей. Одним из совместных детей Гиртака и Арисбы был Асий, ставший потом искусным воином, одним из героев Троянской войны. Судя по некоторым источникам, таким как «Энеида» Вергилия, двух других сыновей Гиртака и Арисбы звали Нис и Гиппокоон.
Что же касается имени самого Гиртака, то оно, возможно, имеет критское происхождение, так как на юго-западе острова Крит некогда существовал древний город, называвшийся Гиртак или Гиртакия.